# Червенодръжково шапиче
Червенодръжковото шапиче (Alchemilla erythropoda) е вид цъфтящо тревисто многогодишно растение от семейство Розови, произхождащо от Източна Европа. Включено е в списъка на лечебните растения съгласно Закона за лечебните растения.
Образува мъхести длановидни листа, високи до 20 см, със снопове зелено-жълти цветчета в началото на лятото. Листата на това растение и неговия роднина A. mollis са известни с това, че са силно водоотблъскващи. Този вид обаче е по-малък от A. mollis и листата му могат да придобият червеникав оттенък, ако са изложени на силна слънчева светлина.
Това растение се оценява като почвопокривно при отглеждане в региони с умерен климат. Толерира широк диапазон от почвени условия.
Поради начина, по който водните капки се събират върху листата, средновековните алхимици са смятали, че шапичето притежава лечебни качества и са го използвали за лечение на женски заболявания.